# Aedes increpitus
Aedes increpitus é um espécie de mosquito do Género Aedes, pertencente à família Culicidae.